# اتان ون اسکایور
اتان ون اسکایور (انگلیسی: Ethan Van Sciver؛ زادهٔ ۳ سپتامبر ۱۹۷۴) کارتونیست و تصویرگر اهل ایالات متحده آمریکا است. او با طراحی کمیک های مختلفی از دی‌سی کامیکس و مارول کامیکس از جمله برخی جلدهای گرین لانترن و فلش شناخته می‌شود.
کمیک با مانگا فرق دارد، مانگا کتابی است که مانگاکا قبل از انتشار انیمه می‌کشد، جوری کتاب مصور است که در آینده مانگا تبدیل به انیمه می‌شود، کمیک نیز با انیمه متفاوت است. (کمیک خلاصه شده از فیلم یا کارتون است، مانند کمیک بتمن).